# Paolo Carnera
Paolo Carnera (Venècia, 2 d'abril de 1957) és un director de fotografia italià.
Carnera va assistir al Centro Sperimentale di Cinematografia de Roma entre 1980 i 1982, estudiant amb Carlo Di Palma. Entre els anys vuitanta i noranta va treballar en nombroses primeres i segones obres de baix pressupost, inclosa el debut de diversos antics companys de classe al Centro Sperimentale, en particular Francesca Archibugi, per a qui es va ocupar de la fotografia d'alguns seus curts i segones pel·lícules. També va treballar amb Paolo Virzì per a les seves dues primeres pel·lícules.
El 2012 Carnera va ser nominada a David di Donatello per a millor fotografia i al Nastro d'Argento en la mateixa categoria per la pel·lícula dramàtica criminal ACAB – All Cops Are Bastards.
Favolacce de 2020 li va aconseguir el Nastro d'Argento a la millor fotografia.
Carnera va treballar com a director de fotografia per a l'adaptació de Ramin Bahrani del 2021 de The White Tiger va descriure que va buscar els colors pastel rosa, blaus i verds "que podeu trobar a qualsevol lloc de l'Índia, especialment a les botigues il·luminades amb neó".

## Filmografia

### Cinema
- Angelus novus, dirigida per Pasquale Misuraca (1987)
- Verso sera, dirigida per Francesca Archibugi (1990)
- Malizia 2000, dirigida per Salvatore Samperi (1991)
- Lettera da Parigi, dirigida per Ugo Fabrizio Giordani (1992)
- Il grande cocomero, dirigida per Francesca Archibugi (1993)
- Quando finiranno le zanzare, dirigida per Giorgio Pandolfi (1994)
- La bella vita, dirigida per Paolo Virzì (1994)
- Ferie d'agosto, dirigida per Paolo Virzì (1996)
- Pizzicata, dirigida per Edoardo Winspeare (1996)
- Le mani forti, dirigida per Franco Bernini (1997)
- Oltre la giustizia, dirigida per Juan Josè Jusid (1997)
- Il guerriero Camillo, dirigida per Claudio Bigagli (1999)
- Tutto l'amore che c'è, dirigida per Sergio Rubini (2000)
- Sangue vivo, dirigida per Edoardo Winspeare (2000)
- Al momento giusto. dirigida per Giorgio Panariello i Gaia Gorrini (2000)
- Un delitto impossibile, dirigida per Antonello Grimaldi (2000)
- Amarsi può darsi, dirigida per Alberto Taraglio (2001)
- Giravolte, dirigida per Carola Spadoni (2001)
- L'anima gemella, dirigida per Sergio Rubini (2002)
- Dillo con parole mie, dirigida per Daniele Luchetti (2002)
- Ribelli per caso, dirigida per Vincenzo Terracciano (2003)
- Il miracolo, dirigida per Edoardo Winspeare (2003)
- L'amore ritorna, dirigida per Sergio Rubini (2004)
- Certi bambini, dirigida per Andrea Frazzi e Antonio Frazzi (2004)
- Galantuomini, dirigida per Edoardo Winspeare (2008)
- Sotto il Celio Azzurro, dirigida per Edoardo Winspeare (2009)
- Christine Cristina, dirigida per Stefania Sandrelli (2009)
- La straniera, dirigida per Marco Turco (2009)
- Benvenuti al Sud, dirigida per Luca Miniero (2010)
- Il giorno in più, dirigida per Massimo Venier (2011)
- ACAB - All Cops Are Bastards, dirigida per Stefano Sollima (2012)
- Benvenuti al Nord, dirigida per Luca Minero (2012)
- Suburra, dirigida per Stefano Sollima (2015)
- La terra dell'abbastanza, dirigida per Damiano e Fabio D'Innocenzo (2018)
- Favolacce, dirigida per Damiano e Fabio D'Innocenzo (2020)
- The White Tiger, dirigida per Ramin Bahrani (2021)
- America Latina, dirigida per Damiano i Fabio D'Innocenzo (2021)
- Leonora addio, dirigida per Paolo Taviani (2022)
- Nostalgia, dirigida per Mario Martone (2022)
- Io capitano, dirigida per Matteo Garrone (2023)
- Adagio, dirigida per Stefano Sollima (2023)

### Televisió
- Solo x te, dirigida per Maria Carmela Cicinnati e Peter Exacoustos (1998)
- Il racconto del leone, dirigida per Francesca Marciano (1998)
- Ombre, dirigida per Cinzia TH Torrini (1999)
- L'altra donna, dirigida per Anna Negri (2002)
- Gli insoliti ignoti, dirigida per Antonello Grimaldi (2003)
- Ho sposato un calciatore, dirigida per Stefano Sollima (2005)
- La moglie cinese, dirigida per Antonello Grimaldi (2006)
- Romanzo criminale - La serie, dirigida per Stefano Sollima (2008-2010)
- Il commissario De Luca, dirigida per Antonio Frazzi (2008)
- Artemisia Sanchez, dirigida per Ambrogio Lo Giudice (2008)
- Tutta la verità, dirigida per Cinzia TH Torrini (2009)
- Gomorra - La serie – sèrie de televisió  (2014-2016)
- ZeroZeroZero – serie TV (2020)
- Sabato, domenica e lunedì, dirigida per Edoardo De Angelis – telefilm (2021)

## Reconeixements
- Premi Gianni Di Venanzo 2004: Exposímetre d'or a la millor fotografia italiana - L'amore ritorna
- Targa Nestor Almendros  2004
- Nastro d'argento

2020 - Millor fotografia per Favolacce
- XXXVII edició de la Mostra de València: Premi a la millor fotografia per Nostalgia[7]